# Draganowo (Gorna Orjachowiza)
Draganowo (auch Draganovo geschrieben, bulgarisch Драганово) ist ein bulgarisches Dorf in der Gemeinde Gorna Orjachowiza in der Oblast Weliko Tarnowo.

## Geografie
Dragnowo liegt in der Donautiefebene am Fluss Jantra, 25 km nordöstlich von Weliko Tarnowo und 80 km südlich von Russe an der Donau. Es gehört zur Gemeinde Gorna Orjachowiza. Weitere (Klein-)Städte in der Nähe sind Dolna Orjachowiza im Süden (6 km), Straschiza (12 km) im Osten und Polski Trambesch (20 km) im Nordwesten. Die Jantra umfließt das Dorf an der West-, Süd- und Ostseite, im Norden erhebt sich eine Hügelkette mit einem Höhenunterschied von 200 bis 250 Metern. Draganowo selbst liegt etwa 50 m über dem Meeresspiegel.

## Geschichte
Die Besiedlung des heutigen Dorfes Draganowo begann Ende des 12. und am Anfang des 13. Jahrhunderts. Der Name geht auf den Vornamen des Gründers Dragan zurück. Das Dorf wurde demnach schon vor der Niederwerfung Bulgariens durch die Osmanen (1396) gegründet. Der Fluss und die ausgedehnten Felder ermöglichten die Entwicklung der Fischerei und der Viehzucht. Schon früh begann aufgrund des fruchtbaren Bodens auch der Gemüseanbau. Dieser galt als die Haupteinnahmequelle und war über Jahrhunderte Nahrungslieferant für die Dorfbevölkerung. Die erste Schule in Draganowo war in einem Vorratskeller untergebracht, später in einem Speicher, bis im Jahr 1840 ein öffentliches Gebäude gebaut wurde. Gegen Ende der osmanischen Herrschaft (1878) gab es dann drei Schulen in Draganowo, in denen insgesamt  mehr als 1000 Schüler gleichzeitig unterrichtet wurden. Zwischen den beiden Weltkriegen erreichte Draganowo mit 9000 Einwohnern die höchste Bevölkerungszahl in seiner Geschichte.

## Einwohner
Draganowo hat ca. 2600 Einwohner. Der größte Anteil entfällt auf die ethnischen Bulgaren, weitere Teile auf Roma, ethnische Türken und einige westeuropäische Einwanderer. Wie in den meisten bulgarischen Dörfern ist das Durchschnittsalter in Draganowo relativ hoch, jedoch im Vergleich zu anderen Dörfern in der Umgebung noch moderat. In Draganowo gibt es 1400 Gebäude, davon 990 Wohnhäuser [3 ???]. Die meisten davon sind Einfamilienhäuser mit Hof, jedoch gibt es auch vereinzelt Zwei- und Dreifamilienhäuser und ein größeres Mehrfamilienhaus. Die durchschnittliche Hofgröße liegt bei 1000 m², das entspricht dem in Bulgarien üblicheren Flächenmaß von einem Dekar. Auch in Draganowo ist der traditionelle Obst- und Gemüseanbau zu sehen, denn viele Einwohner nutzen ihre Gartenfläche über den Eigenbedarf hinaus und verkaufen ihre Waren auf den Bauernmärkten in Gorna Orjachowiza und Weliko Tarnowo. Eine Praxis, die sich bis ins hohe Alter durchzieht. Auch ist es nicht unüblich, dass man sich weitere Gärten zugekauft oder mietet, um die Erträge und Einnahmen zu erhöhen. Arbeitnehmer die in ortsansässigen Firmen und Geschäften keine Arbeit finden können, arbeiten meist in Gorna Orjachowiza oder Weliko Tarnowo. Nicht wenige wohnen in kleinen Wohnungen in der Stadt und verbringen lediglich die Wochenenden in Draganowo, oft in einem Haus mit Eltern oder Großeltern.
Ca. 10–20 % der Häuser in Draganowo stehen leer. Da weitaus mehr Leute abwandern oder sterben als hinzuziehen, wird sich diese Zahl in den nächsten Jahren voraussichtlich noch erhöhen.       

## Wirtschaft und Infrastruktur
Der Hauptwirtschaftszweig in Draganowo ist nach wie vor der Anbau und Handel mit Obst- und Gemüse. Im Ort ansässig sind außerdem noch Produzenten für Zahnräder und Joghurtbecher sowie diverse Kleinbetriebe. Auch Landwirtschafts- und Viehzuchtbetriebe findet man dort. 
Die Infrastruktur in Draganowo erlaubt es, alle wichtigen Besorgungen innerhalb des Dorfes zu erledigen. Es gibt eine Vielzahl von Lebensmittelgeschäften über das ganze Dorf verteilt, Geschäfte mit Bekleidungs-, Küchen- und Geschenkartikeln, zwei Baumärkte, zwei Tankstellen, Restaurants, Cafés und weitere kleine Geschäfte und Dienstleister. Ferner gibt es zwei Kirchen, eine kleine Poliklinik mit zwei Allgemeinmedizinern und einem Zahnarzt, eine Bücherei und ein Theater. Wie in fast jedem bulgarischen Dorf gibt es eine Post und natürlich das Bürgermeisteramt mit Polizeidienststelle.
Donnerstags ist in Draganowo Markttag, fahrende Händler bieten Ersatzteile, Geschenkartikel oder Bekleidung an. Im Sommer werden auch Nutztiere wie Kaninchen und Hühner angeboten.
Das Dorf ist mit einer oberirdischen Mittelspannungsleitung an das Umspannwerk Parwomajzi bei Gorna Orjachowiza angeschlossen. Einziger Stromanbieter ist e.on-Bulgaria. Obwohl nahezu jeder Hof über einen Brunnen verfügt, ist Draganowo ans Frischwassernetz angeschlossen, Kanalisation ist aber nur in einem kleinen Teil verfügbar. Die Netzabdeckung für Mobiltelefone ist sehr gut, teilweise sind UMTS-Verbindungen möglich. Das Dorf verfügt über eine 30mbit/s-Internetanbindung, die von einem zentralen Punkt an alle Abonnenten verteilt wird. Im Dorf gibt es Kabelfernsehen.
In Draganowo gibt es eine Grundschule und einen Kindergarten. Ferner gibt es zwei orthodoxe Kirchen und eine kleine Moschee.           

## Verkehr
Draganowo liegt an der Verbindungsstraße von Gorna Orjachowiza nach Popowo und Rasgrad. Regelmäßig verkehren Omnibusse zwischen dem Busbahnhof Gorna Orjachowiza und Draganowo. Der nächste Bahnhof liegt im 8 Kilometer entfernten Dorf Jantra, ist jedoch mit öffentlichem Personennahverkehr von Draganowo aus nicht zu erreichen. Draganowo ist 10 Kilometer entfernt vom Flughafen Gorna Orjachowiza, der jedoch aktuell nicht für Linienflüge genutzt wird. Die Luftverkehrs-Knotenpunkte Sofia und Warna sind 300 bzw. 230 Kilometer entfernt.

## Sonstiges
Die im 18. und 19. Jahrhundert nach Ungarn ausgewanderten Bulgaren stammen überwiegend aus den Dörfern Draganowo und Polikraischte. Diese Auswanderer bilden heute die bulgarische Minderheit in Ungarn. Ebenso sind in dieser Zeit viele Einwohner Draganowos in die heutige Tschechische Republik und den deutschen Sprachraum gefahren, um dort als Gärtner zu arbeiten. Diese „Draganowski Gradinari“ („Gärtner aus Draganowo“) galten als erfahren und kompetent und waren im Ausland gern gesehene Arbeitskräfte. Als Zeuge dessen sind in Draganowo viele Wohn- aber auch Wirtschaftsgebäude in tschechischen, deutschen oder österreichischen Baustilen errichtet. Einmal im Jahr wird, gemeinsam mit dem Erntedankfest, ein Feiertag diesen Gärtnern gewidmet.        
In Draganowo lebt und arbeitet einer von zwei Pastoren im Land, die gleichzeitig als Allgemeinmediziner praktizieren.
2010 war im Rahmen der landesweit mit großem Interesse verfolgten Fernsehshow ‚Willkommen in Bulgarien‘ als Hauptgewinn ein Haus in Draganowo zu gewinnen. Der Gewinner, Horassio Gonzales aus Mexiko, nahm das Haus zwar an, wohnt aber zurzeit nicht in Draganowo.
Im Ort gibt es ein Denkmal mit dem Text der Internationale. Dieses Denkmal wurde ebenso wie die Wandzeichnung von Josef Stalin und Georgi Dimitrow am Postbüro zu Zeiten der Volksrepublik Bulgarien errichtet.

## Persönlichkeiten
In Draganowo wurde der Schriftsteller Kamen Sidarow (1902–1987) geboren.